# Mezza S
In, aeronautica si definisce Mezza S  la manovra acrobatica è composta da un mezzo tonneau seguito da un mezzo looping. Al termine di una mezza S perfetta il velivolo procederà esattamente nella direzione opposta a quella di partenza ad una quota più bassa.
La manovra consente di invertire rapidamente la rotta e per questo (al pari della virata di Immelmann) è molto utile in campo militare.